# Eduardo Saco

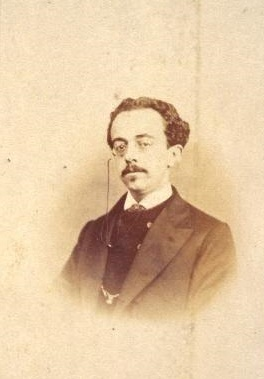
Eduardo Saco, fotografía de J. Laurent. Museo de Historia de Madrid.

Eduardo Saco (1831-25 de febrero de 1898) fue un periodista y escritor español.

## Biografía
Nacido en torno a 1831 y redactor en su juventud de publicaciones periódicas como Gil Blas, Los Sucesos y La Iberia, después de la Revolución de 1868 obtuvo la dirección de la Gaceta de Madrid y la administración de la Imprenta Nacional, además de, más adelante, otros puestos más modestos. En 1893, fundó el periódico La Situación, de vida efímera, y colaboró hasta su muerte en diversas publicaciones literarias, entre ellas La Niñez, La Gran Vía, La Lidia y Heraldo de Madrid. Autor  junto a Eduardo Lustonó de obras como La cómico-manía, boceto de malas costumbres (1868) o En la confianza está el peligro. Falleció el 25 de febrero de 1898.